# 檀渓心涼
檀渓心涼（だんけいしんりょう）は、鎌倉時代後期から南北朝時代の臨済宗の僧。

## 経歴・人物
虎関師錬の室に入り、その法を継ぐ。伊勢正法寺開基となり、のち京都東福寺37世住持となる。晩年は龍眠庵に隠退する。